# El Maine
El Maine (em árabe: الماين) é uma cidade localizada na província de Aïn Defla, no norte da Argélia. Sua população era de 12 835 habitantes, em 2008.